# Stelis vernalis
Stelis vernalis là một loài Hymenoptera trong họ Megachilidae. Loài này được Mitchell mô tả khoa học năm 1962.